# Veleposlaništvo Republike Slovenije v Iranu
Veleposlaništvo Republike Slovenije v Iranu (uradni naziv Veleposlaništvo Republike Slovenije Teheran, Islamska republika Iran) je diplomatsko-konzularno predstavništvo (veleposlaništvo) Republike Slovenije s sedežem v Teheranu (Iran). Prvi veleposlanik RS je bil akreditiran 3. septembra 1993. Leta 2013 je bilo veleposlaništvo zaprto, leta 2017 pa ponovno odprto. Trenutni veleposlanik je Igor Jukič. 

## Veleposlaniki
- Igor Jukič (2023—danes)
- Kristina Radej (2009—2013, 2017—2023)
- Jožef Kunič (1993—1997)